# Bulletin quotidien
 (décembre 2016).
Si vous disposez d'ouvrages ou d'articles de référence ou si vous connaissez des sites web de qualité traitant du thème abordé ici, merci de compléter l'article en donnant les références utiles à sa vérifiabilité et en les liant à la section « Notes et références ».
Le Bulletin quotidien (dit le « BQ ») est un organe de presse édité par la Société générale de presse. Il se définit comme un « quotidien d’information, documentation et prospective ». Il paraît toute l'année du lundi au vendredi et n’est diffusé que par abonnement à un tarif élevé (5 190 € pour un an, 2 850 € pour six mois, et 1 570 € pour trois mois en février 2023, hors taxes). Il est ainsi décrit comme un média de veille institutionnelle à la fois très complet et peu accessible, lu notamment dans la haute administration française. 

## Origine
Il est créé en septembre 1944 sous le titre Index quotidien de la presse française par Georges Bérard-Quélin.
Sous le nom Bulletin quotidien, il paraît depuis le 1er octobre 1973.
Dans son manifeste publié dans le 1er numéro (réédité dans le numéro 10 000), le BQ se définit comme « la publication du responsable », « le journal de l'essentiel » et « journal libre ».

## Format
Le BQ est une publication en noir et blanc, ne comprenant que du texte.
Son sommaire se décompose en 10 rubriques :
- Vingt-quatre heures, retraçant les événements politiques importants en France et dans le monde
- Événements et perspectives  donnant des informations politiques, économiques, juridiques et administratives.
- Les femmes, les hommes et les pouvoirs  informant des nominations dans les gouvernements, ministères, administrations, entreprises publiques et grandes entreprises
- En quelques lignes… donnant des informations généralistes
- Sans commentaires… et sous toutes réserves  informant de déclarations politiques
- Enquêtes d'opinion résumant les principales conclusions d'enquêtes d'opinion
- Pour vos dossiers  détaillant chaque jour un thème politique ou administratif
- Lire – Voir –entendre  annonçant la publication de livres politiques et la présence des hommes et femmes politiques sur les antennes des radios et télévisions
- La vie privée  informant des distinctions, naissances, fiançailles, mariages et décès de personnalités du monde politique, économique et administratif
- La vie publique  informant des agendas officiels de la Présidence de la République, de l’Assemblée nationale et du Sénat, des différentes institutions constitutionnelles et dans les différents ministères
- La vie dans la cité – La vie dans le monde  informant des agendas institutionnels en France et dans le monde

## Autres publications de la Société générale de presse
- La Correspondance économique
- La Correspondance de la presse
- La Correspondance de la publicité
- Le Petit BQ

## Résultats financiers
La SGP a réalisé en 2009 un chiffre d'affaires de 4 860 000 € avec une perte de 100 000 € pour un effectif de 59 collaborateurs.
Les comptes récents ne sont pas disponibles.